# Grande Prémio Crédito Agrícola da Costa Azul
Il Grande Prémio Crédito Agrícola da Costa Azul era una corsa a tappe maschile di ciclismo su strada disputata annualmente in Portogallo. Creata nel 2008, fece parte del calendario nazionale portoghese fino al 2010; nel 2011, anno dell'ultima edizione, venne inserita nel programma dell'UCI Europe Tour come gara di classe 2.2, sostituendo in calendario il Grand Prix du Portugal.

## Albo d'oro
Aggiornato all'edizione 2011.
| Anno | Vincitore       | Secondo         | Terzo          |
| ---- | --------------- | --------------- | -------------- |
| 2008 | Javier Benítez  | Héctor Guerra   | Santiago Pérez |
| 2009 | Rui Costa       | Hugo Sabido     | Tiago Machado  |
| 2010 | Samuel Caldeira | Sergio Ribeira  | Bruno Saraiva  |
| 2011 | Filipe Cardoso  | Samuel Caldeira | Jon Aberasturi |